# Румянцев, Алексей Викторович
Алексей Викторович Румянцев (1980—2004) — российский военнослужащий, капитан Вооружённых сил Российской Федерации, участник Второй чеченской войны, Герой Российской Федерации (2005).

## Биография
Алексей Румянцев родился 13 ноября 1980 года в городе Зарайске Московской области. До призыва в армию проживал в городе Гагарине Смоленской области, где окончил одиннадцать классов школы. В августе 1997 года Румянцев был призван на службу в Вооружённые Силы Российской Федерации. В 2002 году окончил Рязанский институт воздушно-десантных войск. В феврале-июле 2003 года находился в командировке в Чечне, неоднократно отличался во время боевых действий. С мая 2004 года — во второй командировке. Во время боёв был ранен.
К октябрю 2004 года гвардии капитан Алексей Румянцев командовал 2-й группой 2-й роты специального назначения 45-го гвардейского отдельного разведывательного полка ВДВ. 5 октября 2004 года во главе головного дозора к северо-западу от населённого пункта Агишты Шалинского района Чечни Румянцев обнаружил засаду сепаратистов. Предупредив командира отряда майора Закирова, Румянцев с товарищами атаковал засаду. Когда в бою был контужен рядовой Моногаров, Румянцев попытался вынести его с поля боя, однако был убит выстрелом снайпера. Действия Румянцева и его группы позволили сорвать планы противника по нападению на федеральные части из засады. Похоронен на Предтеченском кладбище Гагарина.
Указом Президента Российской Федерации от 24 марта 2005 года за «мужество и героизм, проявленные при выполнении воинского долга в Северо-Кавказском регионе» гвардии капитан Алексей Румянцев посмертно был удостоен высокого звания Героя Российской Федерации. Также был награждён двумя орденами Мужества.